# 武士島士

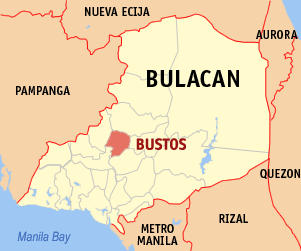
布拉干省的地圖，示武士島士所在地

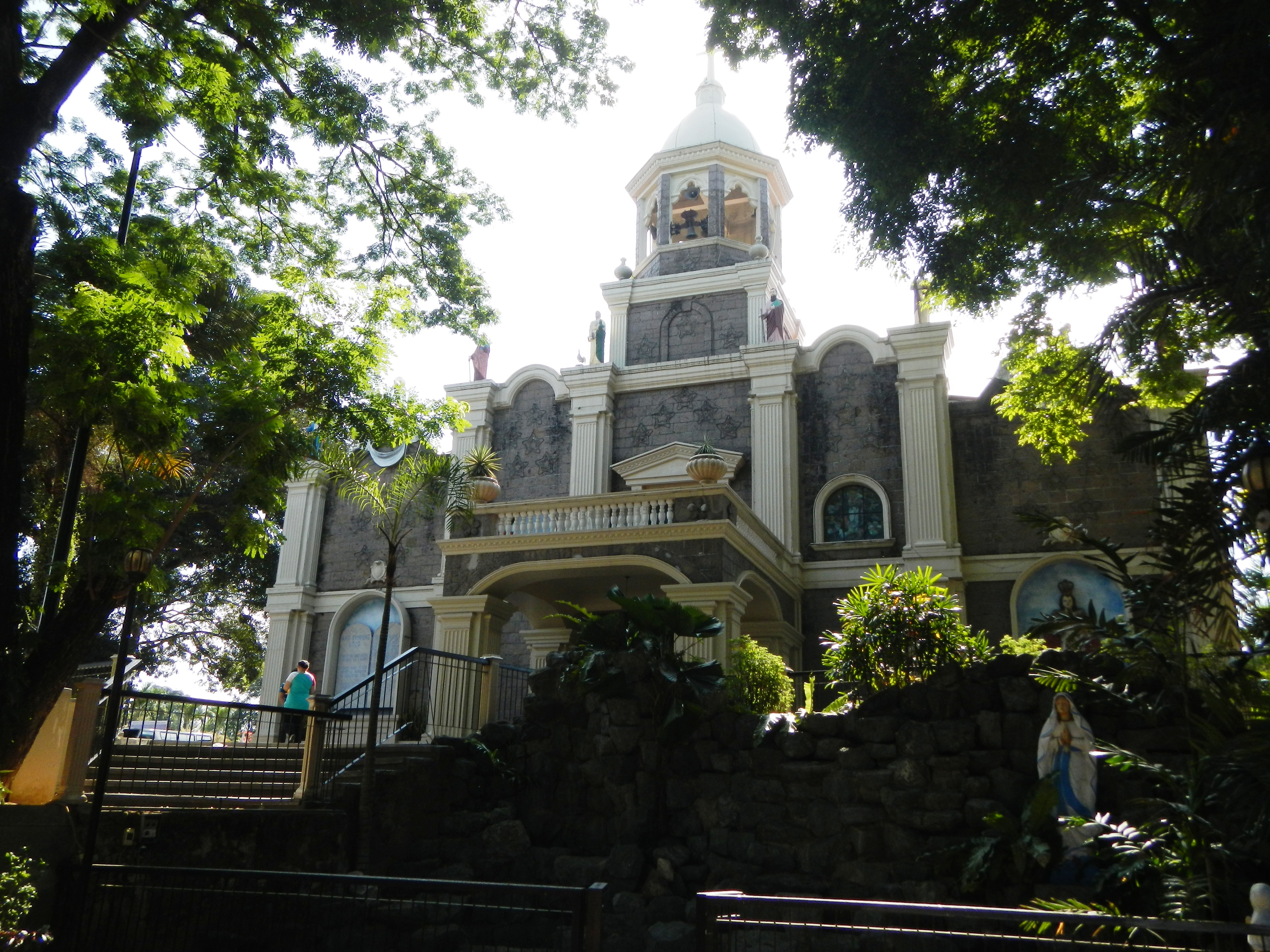
Santo Niño Parish Church (武士島士教堂)

武士島士（他加祿語：Bustos）是菲律賓布拉干省的一座自治市，面積69.99平方公里，南面與首都馬尼拉都會區相鄰。根據2015年人口普查結果，武士島士擁有67,039名居民。現下轄14個描籠涯。